# Тасбулатов, Абай Болюкпаевич
Абай Болюкпаевич Тасбулатов (каз. Абай Бөлекбайұлы Тасболатов, род. 21 сентября 1951 года, в с. Николаевка, Ленинский р-н, Северо-Казахстанская обл.) — представитель высшего командования Вооружённых сил Республики Казахстан, генерал-лейтенант, Командующий Республиканской гвардией (2006—2011), депутат Мажилиса Парламента Республики Казахстан V и VI созыва, член Комитета по международным делам, обороне и безопасности Мажилиса Парламента Республики Казахстан, доктор исторических наук, профессор, действительный член Академии военных наук Российской Федерации.

## Биография
Родился 21 сентября 1951 года в селе Николаевка Ленинского района Северо-Казахстанской области.
В 1973 году окончил Алма-Атинское высшее общевойсковое командное училище.
В 1973-1980 годах — командир взвода, затем роты Алма-Атинского высшего общевойскового командного училища.
В 1980—1983 годах — слушатель Военной академии им. М. В. Фрунзе.
С 1983 по 1986 — преподаватель Алма-Атинского высшего общевойскового командного училища.
С 1986 по 1991 годы — командир батальона Алма-Атинского высшего общевойскового командного училища, а с 1991 года — старший преподаватель Алма-Атинского высшего общевойскового командного училища.
В 1991-1992 года — начальник отдела военно-учебных заведений и допризывной подготовки штаба Государственного Комитета обороны Республики Казахстан.
С 1992 по 1997 годы занимал должность начальника Алма-Атинского высшего общевойскового командного училища.
С 1997 года — начальник Военной академии Вооруженных Сил Республики Казахстан.
В 2000 году окончил Высшие академические курсы Военной академии Генерального штаба Вооруженных Сил Российской Федерации.
В период с 2002 по 2006 год занимал должность заместителя Министра обороны Республики Казахстан.
C 23 января 2006 года по 23 ноября 2011 года — Командующий Республиканской гвардии Республики Казахстан.
В 2007 году прошёл курсы повышения квалификации при Национальном университет им. Ли Куан Ю (Сингапур).
В 2011 году был кандидатом в депутаты Мажилиса Парламента Республики Казахстан V созыва по партийному списку Народно-Демократической партии «Нур Отан». 
С 2012 года депутат Мажилиса Парламента Республики Казахстан V созыва.
С 11 сентября 2015 года по 20 января 2016 года — заместитель председателя Мажилиса Парламента Республики Казахстан.
С 24 марта 2016 года член Комитета по международным делам, обороне и безопасности Мажилиса Парламента.
Доктор исторических наук, профессор, действительный член Академии военных наук Российской Федерации. Автор 49 научных и литературных публикации.
Мастер спорта по офицерскому многоборью. Председатель Республиканской Федерации по рукопашному бою Республики Казахстан.

## Награды
- Орден «Данк» I степени
- Орден «Данк» II степени (2004)
- Орден «За службу Родине в ВС СССР» III степени
- Медаль «За боевые заслуги»
- Юбилейные медали и за выслугу лет
- Заслуженный деятель спорта Республики Казахстан.
- Памятный знак «Тіл жанашыры» (26 июля 2008 года)[4]
- Медаль «За укрепление парламентского сотрудничества» (19 мая 2016 года, Межпарламентская ассамблея СНГ) — за особый вклад в развитие парламентаризма, укрепление демократии, обеспечение прав и свобод граждан в государствах — участниках Содружества Независимых Государств[5]
- Медаль «МПА СНГ. 25 лет» (27 марта 2017 года, Межпарламентская ассамблея СНГ) — за заслуги в деле развития и укрепления парламентаризма, за вклад в развитие и совершенствование правовых основ функционирования Содружества Независимых Государств, укрепление международных связей и межпарламентского сотрудничества[6]

## Научные, литературные труды, публикации
- «Военно-теоретическое и педагогико-психологическое наследие Бауржана Момышулы» (1997, в соавт.)
- «Военная история Казахстана» (1998, в соавт.)
- «Толковый словарь казахских военных терминов» (1999, в соавт., на каз. яз.)
- «Развитие профессионального военного обучения в Республике Казахстан» (2000)
- «Начальная военная подготовка» (2002, в соавт.)